# 陳欽 (成化進士)
陳欽（1464年—？），字亮之，號自菴，南京欽天監籍浙江紹興府會稽縣人，明朝政治人物。

## 生平
成化二十二年（1486年）丙午科應天府鄉試第三十七名舉人。成化二十三年（1487年）中式丁未科會試第十九名，二甲第七名進士。累官廣平府知府，弘治十八年（1505年）三月升廣東提學副使。

## 家族
曾祖陳一廉；祖父陳嵩；父陳瓛，教諭。母劉氏。重庆下。
兄陳鎬，同榜舉人，為解元，又中同榜進士。